# Samsung TV Plus

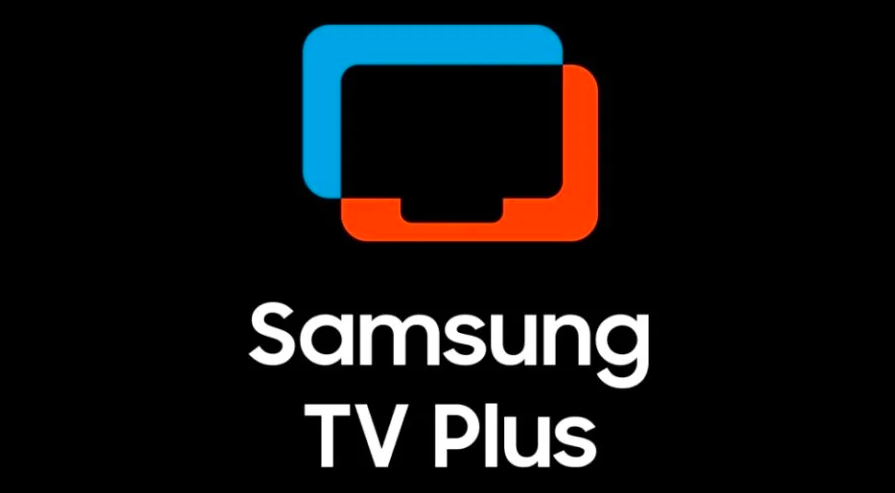
Logo de Samsung TV Plus.

Samsung TV Plus est un service de télévision en continu gratuit et financé par la publicité (FAST) appartenant à Samsung Electronics. Lancé en 2015, il est conçu pour fournir du contenu en direct aux utilisateurs de téléviseurs Samsung sans nécessiter d'abonnement ou d'appareil externe. En 2022, le service était disponible dans 24 pays et pouvait être visionné dans une multitude de produits Samsung grâce à son intégration au système d'exploitation Tizen. Samsung TV Plus était l'une des cinq applications les plus utilisées sur les téléviseurs intelligents de l'entreprise en septembre 2020.

## Programmation
Le service compte actuellement plus de 200 chaînes en direct, regroupées dans des sections de l'application, notamment :
- Divertissement - Télé-réalité, Jeux télévisés, Divertissement factuel, Drame
- Actualités - Actualités grand public (telles que CNN, Euronews) et journalisme d'opinion (Talk, TYT)
- Mode de vie - Contenu sur la réalité et les voyages
- Nourriture et boissons - Cuisine et cuisines du monde
- Sports - Chaînes en direct et à la demande
- Sports extrêmes - Événements sportifs de haute intensité tels que l'haltérophilie et la boxe.
- Automobile - Courses et voitures
- Enfants - Divertissement et éducation pour les enfants
- Musique - Musique en direct et vidéos de musique populaire
- Films - Longs métrages de cinéma
- Fonctionnalités d'accessibilité - Les chaînes Samsung Live comprennent généralement des fonctionnalités d'accessibilité telles que le sous-titrage et le guide vocal pour les utilisateurs malvoyants.

## Accesibilité
Samsung TV Plus est préinstallé sur tous les téléviseurs Samsung depuis 2016. Depuis avril 2021, le service est également disponible sur les appareils mobiles Samsung (disponibles sur le Galaxy Store) et les moniteurs intelligents. Certains réfrigérateurs Family Hub peuvent également être connectés à Samsung TV Plus aux États-Unis et en Corée.
En janvier 2023, Samsung a annoncé le déploiement de Samsung TV Plus sur des téléviseurs non Samsung sous la forme d'une application installable, en particulier dans le cadre d'une intégration avec les téléviseurs TCL.